# Campoplex spretus
Campoplex spretus là một loài tò vò trong họ Ichneumonidae.